# Golem-effect
Het golem-effect is een fenomeen dat gerelateerd is aan het pygmalion-effect en de selffulfilling prophecy. In tegenstelling tot het pygmalion-effect, beschrijft het golem-effect de manier waarop lage verwachtingen van de leraar kunnen zorgen voor slechtere prestaties van de leerlingen. Door lagere verwachtingen, gaan de leraren de leerlingen anders behandelen. Zo krijgen deze leerlingen minder snel de beurt en krijgen ze minder ondersteuning, waardoor ze minder gaan presteren op school.

## Etymologie
De term 'Golem' komt van een Joodse legende waarin een robotachtig figuur werd bedacht en gecreëerd. De robot werd tot leven gebracht om het kwaad uit te roeien. De robot veranderde echter in een monster, doordat zijn krachten hem steeds meer overnamen.

## Implicaties
Lage verwachtingen van leraren kunnen, zoals hierboven genoemd, voor slechtere prestaties van leerlingen zorgen. Deze lage verwachtingen kunnen om allerlei redenen ontstaan. Onder andere de nadruk die op tekorten die leerlingen ligt, kan deze lagere verwachtingen veroorzaken. Dit wordt ook wel het deficit-denken genoemd.
De etnische achtergrond en sociaaleconomische status van leerlingen blijkt een vormend effect te hebben op de verwachtingen van leraren. Leraren hebben namelijk hogere verwachtingen van autochtone leerlingen en geven minder positieve feedback en beurten aan leerlingen uit een minderheidsgroep. Leerlingen kunnen deze gedragingen associëren met lage verwachtingen van de leraar.
Deze lage verwachtingen kunnen zich vervolgens vertalen in slechtere academische prestaties. Ook blijken lage verwachtingen van leraren door een lage sociaaleconomische status samen te hangen met lagere schooladviezen voor de middelbare school. Dit advies is bepalend voor het vervolg van de schoolloopbaan van een leerling.